# 도고산
도고산(道高山)은 충청남도 예산군 예산읍과 아산시 도고면에 걸쳐있는 산으로 해발 485m의 산이다.

주변으로 도고온천, 도고저수지, 도고세계꽃식물원이 있다.